# 维他克河

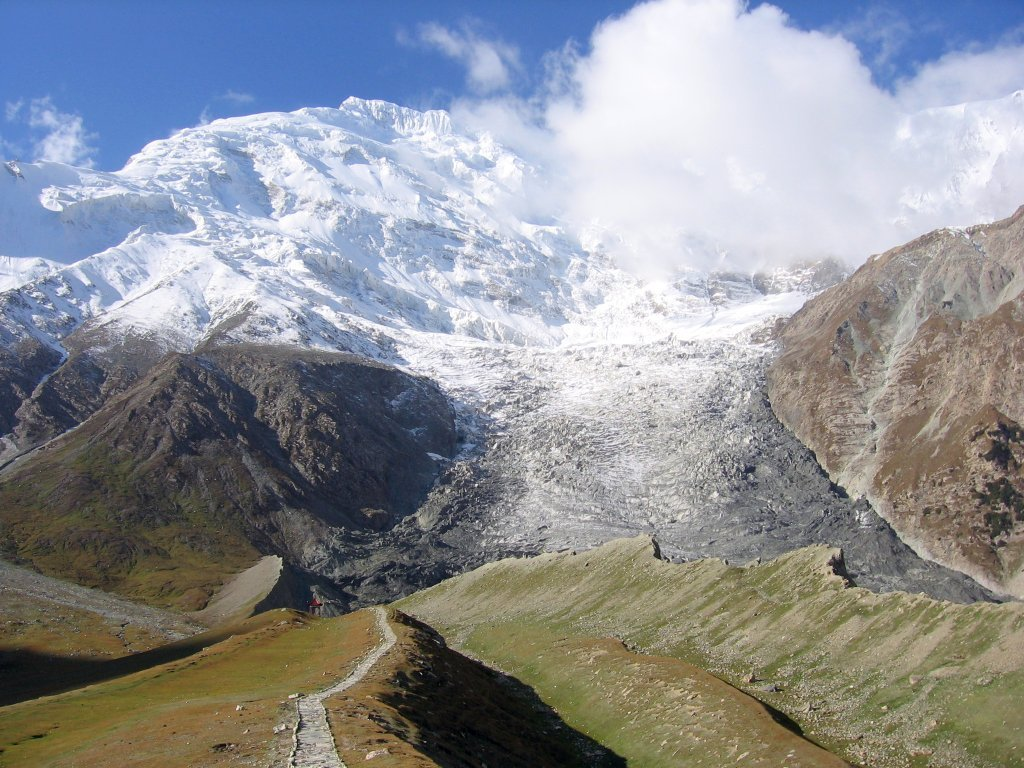
奥依塔克森林公园内的冰川

维他克河，也称奥依塔克河，位于中华人民共和国新疆维吾尔自治区克孜勒苏柯尔克孜自治州西南部地区的一条河流，是盖孜河左岸支流，河名源自突厥语意为“群山之中洼地”。河流发源于克州乌恰县南部昆盖山东北坡奥依塔克冰川，自西向东流经阿克陶县奥依塔克镇，于克州冰川公园奥依塔克红山汇入盖孜河。河长43千米，流域面积497平方千米，年均径流量1.758亿立方米。上游辟有奥依塔克森林公园。